# 桑納河 (維斯瓦河支流)
50°52′04″N 21°51′02″E / 50.8678°N 21.8506°E
桑納河是波蘭的河流，位於該國東部，流經盧布林省和喀爾巴阡山省，屬於維斯瓦河的右支流，河道全長51公里，流域面積606平方公里。